# 高橋泰三
髙橋 泰三 (たかはし たいぞう、1962年9月15日 - ) は、日本の経済産業官僚。資源エネルギー庁長官。

## 人物
東京都出身。麻布高等学校を経て、1985年東京大学法学部卒業後、通商産業省入省。2001年、原子力安全・保安院政策企画官併制度審議室長、2002年、中小企業庁事業環境部財務課長、2003年、経済産業大臣秘書官事務取扱、2005年、製造産業局産業機械課長併ロボット産業室長、2007年、資源エネルギー庁電力・ガス事業部原子力政策課長、2009年、資源エネルギー庁長官官房総合政策課長併予算執行評価室長。2010年、経済産業省大臣官房秘書課長、2013年、資源エネルギー庁電力・ガス事業部長、2014年、資源エネルギー庁次長、2016年、大臣官房長。2018年資源エネルギー庁長官。2020年退官、富士通シニアアドバイザー。2021年富士通執行役員専務政策渉外担当。2022年富士通執行役員SEVP CRMO兼グローバル政策推進、経済安全保障担当。

## エピソード
- 麻布中学時代に、スウェーデン発祥のスポーツであるオリエンテーリングを行うクラブ（オリエンテーリング部）を創部した[9]。
- 関西電力への業務改善命令を出す際不適切な手続きをした監督責任をとり、厳重注意を受ける[10]。